# Ví điện tử
Ví số hay ví điện tử là một thiết bị điện tử, dịch vụ trực tuyến hoặc phần mềm cho phép một bên thanh toán điện tử cho một bên khác, hay cụ thể là đổi tiền điện tử lấy hàng hóa và dịch vụ. Ví điện tử ban đầu được coi là một phương pháp lưu trữ nhiều dạng tiền điện tử (e-cash) khác nhau, nhưng không mang lại nhiều thành công, nên nó đã phát triển thành một dạng dịch vụ cho phép người dùng Internet lưu trữ và sử dụng thông tin trong mua bán.
Thuật ngữ "ví điện tử" ngày càng được sử dụng để miêu tả điện thoại di động, đặc biệt là điện thoại có hệ điều hành, có thể lưu trữ thông tin bảo mật của người dùng và sử dụng công nghệ mạng không dây để thực hiện giao dịch.
Tài khoản ngân hàng cá nhân thường được kết nối với ví điện tử. Họ cũng có thể lưu số bằng lái, thẻ y tế, thẻ khách hàng, và các giấp tờ nhận dạng khác trong điện thoại. Những thông tin bảo mật này sẽ được chuyển đến bên tiếp nhận của cửa hàng thông qua thiết bị kết nối phạm vi gần NFC. Một số người phỏng đoán rằng trong tương lai ví điện tử sẽ thay thế những chiếc ví thực. Hệ thống này đã đạt được những thành công nhất định ở Nhật Bản, nơi mà ví điện tử được gọi là Osaifu-keitai hoặc "ví di động".

## Công nghệ
Một ví điện tử bao gồm phần mềm và thiết bị thông tin. Phần mềm cung cấp chế độ bảo mật và mã hóa cho thông tin cá nhân và giao dịch thực tế. Thông thường, khách hàng tự giữ và bảo quản ví điện tử và hoàn toàn tương thích với các trang web thương mại điện tử. Ví điện tử server, cũng được gọi là ví mỏng, là loại ví mà một tổ chức tạo ra cho khách hàng được lưu trữ trên server của họ. Ví điện tử server đang được các nhà bán lẻ ưa chuộng vì tính bảo mật, hiệu quả, có thể thêm tiện ích cho người dùng, làm tăng sự thích thú khi mua bán.
Thiết bị thông tin thực chất là cơ sở dữ liệu thông tin do người dùng tự thêm vào. Các thông tin này bao gồm: địa chỉ chuyển hàng, địa chỉ hóa đơn, cách thức thanh toán (bao gồm số thẻ tín dụng, ngày hết hạn, và số bảo mật), và các thông tin khác.

## Cách đăng ký và sử dụng
Ví điện tử người dùng có thể đăng ký đơn giản và dễ dùng. Khi phần mềm được cài đặt, người dùng bắt đầu sử dụng bằng cách nhập các thông tin vào đúng cách. Ví điện tử đã được thiết lập. Tại trang thanh toán của một trang thương mại điện tử, phần mềm ví điện tử có khả năng tự động điền thông tin người dùng vào một đơn điện tử. Hầu hết các ví điện tử đều mặc định gợi ý khi phần mềm nhận ra một mẫu đơn nó có thể điền vào, nếu bạn chọn điền tự động, bạn sẽ được gợi ý mật khẩu. Điều này có thể ngăn chặn người dùng bất hợp pháp truy cấp thông tin cá nhân được lưu trên máy tính.
ECML
Ví điện tử được thiết kế để hoạt động chính xác khi chuyển dự liệu tới các đơn yêu cầu thanh toán; tuy nhiên, nếu một trang thương mại điện tử nào đó có một hệ thống thanh toán khác biệt, ví điện tử có thể sẽ không tự động điền vào đơn thanh toán được. Với công nghệ ECML, người dùng sẽ không phải gặp điều phiền toái này. Ngôn ngữ mẫu trong thương mại điện tử (ECML) là một giao thức quy định cách thức bán lẻ tạo nên các hóa đơn thanh toán. Những doanh nghiệp đã tham gia kết hợp sử dụng công nghệ ví điện tử và ECML bao gồm: Microsoft, Discover, IBM, Omaha Steaks và Dell Computers.

## Lợi ích cho các trang thương mại điện tử
Có hơn 25% những người mua hàng trên mạng đã hủy đặt hàng của mình vì quá chán ngán phải điền vào hóa đơn thanh toán (theo Graphic Arts Monthly, 1999). Ví điện tử đã giúp giải quyết vấn đề này bằng cách mang lại cho người dùng cơ hội chuyển thông tin bảo mật và chính xác. Điều này đã đơn giản hóa quá trình hoàn thành giao dịch, tạo ra sự tiện lợi cho khách hàng.